# Suri
Suri är en stad i den indiska delstaten Västbengalen, och är huvudort för distriktet Birbhum. Folkmängden uppgick till 67 864 invånare vid folkräkningen 2011, med förorter 83 100 invånare.